# Сонгај
Царство Сонгај било је једно од највећих царстава 16. века у западној Африци. Усмена предаја каже да је краљевство Сонгај у 7. веку основао ел Јаман, хришћанин, но у 11. веку његови владари су прешли на ислам. У 14. веку краљевством је завладало Царство Мали, но 1464. ратнички краљ именом Сони Али побунио се и заузео главни град Малија Тимбукту, те је тако Сонгај поново постао независан. Царство Сонгај наставило је затим да повећава своје богатство и моћ све док унутрашње поделе уз мароканску инвазију нису довеле ово царство до пропасти 1591. године. Initially, the Songhai Empire was ruled by the Sonni dynasty (c. 1464–1493), but it was later replaced by the Askia dynasty (1493–1901).

## Границе царства
Царство Сонгај било је на врхунцу од 1464. до 1591. године, а у почетку је заузимало исту површину као и претходно западноафричко царство мали. Главни град Сонгја био је Гао и отуда се ширио према истоку заузимајући територије држава Хауса у данашњој Нигерији.

## Сонгајски владари
Један од два највећа сонгајска владара био је Сони Али (1464—1528). Након што је Сони Али утемељио Царство низом освајачких похода, Аски Мухамед га учврстио и проширио.

### Аскиа Мухамед
Кад је Сони Али умро 1492. године, наследио га је његов син Сони Баре. Међутим, Баре је био слаб владар и 1493. свргнуо га је Аски Мухамед, бивши генерал у војсци Сонија Алија. Мухамед је проширио царство до његових највећих граница и контролисао трговачке путове у северној Африци. Утемељио је ефикасну управу и све што је стекао заштитио сталном војском и флотом ратних кануа.

## Култура
На свом врхунцу, Тимбукту је постао напредан културни и комерцијални центар. Арапски, италијански и јеврејски трговци су се окупљали ради трговине. На универзитету у Тимбуктуу дошло је до оживљавања исламске науке

## Економија
Из трговачких центара у Царству Сонгај, као што је био Валата, град у оази, роба је пустињом Сахаром путовала на караванама камила до земаља на северу Африке, посебно у Мароко, Алжир и Либију. Оданде је пут могла да настави према Европи, Арабији и Кини. Африка је одувек била богата природним богатствима, као што су бакар, со и злато. Богатство Царства Сонгај темељило се на трговини златом с Арабијом и Европом. Сонгајски трговци трговали су и с другим домаће узгојеним производима као што су смокве, датуле, кола ораси (стимуланс) и слоновача. Заузврат су куповали грнчарију, свилу, бисерје и каури шкољке. Река Нигер пролазила је Сонгајским царством у смеру исток — запад. Имала је пресудну улогу у успону царства, као и у време доминације Царства Мали у раздобљу од 12. до 15. века. Трговци су поседовали флоте кануа за превоз робе између различитих трговачких центара дуж реке Нигер, нпр. Џене, Тимбукту и Гао.
Копнена трговина у Сахелу и речна трговина дуж Нигера били су примарни извори богатства Сонгаја. Трговина дуж западноафричке обале била је могућа тек крајем 1400-их. Неколико насипа је изграђено током владавине Сони Алија, што је побољшало наводњавање и пољопривредне приносе царства.
На копнену трговину утицала су четири фактора: камиле, припадници берберског племена, ислам и структура царства. Злато је било лако доступно у западној Африци, али со није, тако да је трговина златом и сољу била окосница копнених трговачких путева у Сахелу. Слоновача, нојево перје и поробљени људи послати су на север у замену за со, коње, камиле, тканину и уметност. Док су коришћени многи трговачки путеви, Сонгај је у великој мери користио пут кроз Фезан преко Билме, Агадеса и Гаа.
Река Нигер је била неопходна за трговину у царству. Роба је истоварена са камила на магарце или чамце у Тимбукту. Одатле је премошена дуж коридора од 500 миља узводно до Дјенеа или низводно до Гаоа.
Џула (трговци) су формирали партнерства, и држава је штитила трговце и лучке градове дуж Нигера. Аскија Мухамед I је успоставио универзални систем тежина и мера широм царства.

## Религија и образовање
Сонгај се поносио великим учењацима, међу којима је био и Ахмад Баба (р. 1556) који је написао више од 50 књига о исламској традицији и обиман речник. Најважније религијски и образовни центар у овом царству био је Тимбукту.
- Тимбукту

Познат као свети град Судана, Тимбукту је имао три велике џамије: Џингеребер, Сиди Јаја и Санкоре у којима су се налазиле величанствене копије Курана. Имао је и универзитет, те 180 школа.

### Пад царства
Мароканци су желели да контролишу изворе западноафричког злата. Године 1591, марокански султан Ахмед ел Мансур (1578—1603) послао је велику војску да заузме Сонгајско царство. Мароканци су заузели Тимбукту којим су владали више од сто година. Убрзо након тога Мароко је преузео и остатак царства.

## Хронологија
| Година | Историјски догађаји                                                                         |
| ------ | ------------------------------------------------------------------------------------------- |
| 1464.  | Сони Али осваја Тимбукту, некоћ средиште Царства Мали.                                      |
| 1473.  | Сони Али осваја трговачки град Џене.                                                        |
| 1492.  | Сони Баре, син Сонија Алија, одбија да се преобрати на ислам.                               |
| 1493.  | Грађански рат; Сонија Бареа свргава с власти муслиман Аски Мухамед.                         |
| 1496.  | Аски Мухамед ходочасти у Меку.                                                              |
| 1528.  | Аскију Мухамеда свргава с власти његов старији син Муса.                                    |
| 1588.  | У време борбе Аскијиних наследника за наслеђе, избија грађански рат.                        |
| 1591.  | Мароканска војска наноси пораз сонгајској војсци у битки код Тондибе недалеко од града Гаа. |